# Espadarte
O espadarte (Xiphias gladius), também designado por meca, e por vezes incorretamente associado ao peixe-espada, é um peixe que pode atingir até 4,5 metros e um peso de 540 kg.
Encontra-se em águas oceânicas tropicais e temperadas de todo o mundo, sendo uma espécie importante na pesca desportiva.
Em Portugal é apenas conhecido por espadarte.
O que se chama peixe-espada em Portugal é o Trichiurus lepturus, outros nomes comuns, em inglês: Atlantic cutlassfish; francês: Poisson sabre commun; e espanhol: Pez sable.
O que mais caracteriza o espadarte é o prolongamento do maxilar superior, como se fosse uma longa espada. O espadarte é o único membro da família Xiphiidae e do género Xiphias.

## Taxonomia
O espadarte recebeu seu nome graças ao seu alongado maxilar superior que se assemelha com uma espada, do latim "Gladius". Tal característica leva muitos ao engano de pensar que o espadarte pertence à mesma família Istiophoridae, o que não é verdade, já que ambos peixes são de famílias distintas.